# Comté de Price
Pour les articles homonymes, voir Price.
Le comté de Price est un comté de l'État du Wisconsin aux États-Unis. En 2000, la population était de 15 822.  Son siège est à Phillips.

## Géographie
D'après le United States Census Bureau, le comté a une surface de 3311 km² (1278 mi²). Dont 3 244 km2 (1253 mi²) sont des terres et 67 km2 (26 mi²) sont de l'eau.

### Comtés adjacents
| Nord-Ouest : Comté de Rusk (Wisconsin)  | Nord : Comté d'Ashland (Wisconsin) (ouest) & Comté d'Iron (Wisconsin) (est) | Nord-Est : Comté de Vilas (Wisconsin) |
| Ouest: Comté de Stephenson (Illinois)   | Comté de Price                                                              | Est: Comté d'Oneida (Wisconsin)       |
| Sud-Ouest : Comté de Sawyer (Wisconsin) | Sud: Comté de Taylor (Wisconsin)                                            | Sud-Est: Comté de Lincoln (Wisconsin) |

## Démographie

Pyramide des âges en 2000.

Sur les 15 822 personnes, il y a 6564 ménages, et 4417 familles résident dans le comté.
| Communauté                                         | Pourcentage de la population |
| -------------------------------------------------- | ---------------------------- |
| Blancs                                             | 98,22 %                      |
| Afro-américains                                    | 0,10 %                       |
| Asiatiques                                         | 0,30 %                       |
| Amérindiens                                        | 0,60 %                       |
| insulaires du Pacifique                            | 0,03 %                       |
| autres communautés                                 | 0,15 %                       |
| personnes appartenant à 2 ou plusieurs communautés | 0,60 %                       |
| Hispaniques                                        | 0,73 %                       |

Sur les 69 900 ménages, 28,90 % ont un enfant de moins de 18 ans, 56,5 % sont des couples mariés, 6,60 % n'ont pas de maris présents, et 32,7 % ne sont pas des familles. 28,5 % de ces ménages sont faits d'une personne dont 14,5 % d'une personne de 65 ans ou plus.
| Tranches d'âge  | Pourcentages de la population |
| --------------- | ----------------------------- |
| moins de 18 ans | 23,8 %                        |
| de 18 à 24 ans  | 5,8 %                         |
| de 25 à 44 ans  | 25,8 %                        |
| de 45 à 64 ans  | 25,7 %                        |
| 65 ans ou plus  | 18,8 %                        |

L'âge moyen de la population est de 42 ans. Pour 100 femmes il y a 101,0 hommes. Pour 100 femmes de 18 ou plus, il y a 99,0 hommes.

## Villes et municipalités
- Brantwood
- Catawba (town)
- Catawba
- Eisenstein
- Elk
- Emery
- Fifield
- Flambeau
- Georgetown
- Hackett
- Harmony
- Hill
- Kennan (town)
- Kennan
- Knox
- Lake
- Ogema
- Park Falls
- Phillips
- Prentice (town)
- Prentice
- Spirit
- Worcester

## Référence
- (en) Cet article est partiellement ou en totalité issu de l’article de Wikipédia en anglais intitulé « Price County, Wisconsin » (voir la liste des auteurs).